# Seznam madžarskih filmskih režiserjev
Seznam madžarskih režiserjev.

## A
- Pál Aczél
- Ferenc András
- Imre Apáthy

## B
- Péter Bacsó (1928-2009)
- Josef (von) Báky (madž.-nem.)
- Bela Balász (1884-1949) (kritik, teoretik, scenarist, pesnik)
- Béla Balogh
- Frigyes Bán (1902-1969)
- Támas Banovich
- László Benedek (madž.-amer.)
- Géza Bereményi
- Péter Bergendy (1964-)
- Gábor Bódy
- Csaba Bollók
- Géza von Bolváry (madž.-avstrij.-nem.)
- Ervin Borsodi (dokumentalist)
- Géza Böszörményi

## C
- Dénes Csengey (1953-1991) (scenarist)
- Arzén Cserépy
- József Csöke
- Ádám Császi (1978-)
- Géza (von) Cziffra
- Paul Czinner (avstr.-nem.-brit. madž.rodu)

## D
- Oszkár Damó
- István Dárday (producent)
- Attila Dargay (animator)
- Alfred Deésy
- Péter Dobai (scenarist)
- Zsombor Dyga

## E
- Judit Elek (1937-)
- Ildikó Enyedi (1955-)
- Miklós Erdély
- Pál Erdőss

## F
- Zoltán Fábri (1917-1994)
- Nicolas (Miklós) Farkas (madžarsko-francoski)
- Péter Fazakas
- György Fehér
- Imre Fehér (1926-1975)
- Tamás Fejér / Tamás Fehéri
- Pál Fejős (Paul Fejos) (1897-1963) (madž.-amer.)
- Ibolya Fekete
- Aladár Fodor
- Péter Forgács (večmedijski viuzalni umetnik)

## G
- István Gaál
- Pál Gábor
- Márton Garas
- Éva Gárdos
- Péter Gárdos
- Gyula Gazdag
- József Gémes (animator)
- Horváth Z. Gergely
- Viktor Gertler
- Krisztina Goda
- Sándor Góth ?
- Péter Gothár (1947-)
- Lívia Gyarmathy
- Imre Gyöngyössy - Barna Kabay (tandem)
- István György

## H
- János Halász (John Halas) (madž.-britanski animator)
- Péter Hegedüs (1976-)
- Tibor Hegedűs (1898-1984)
- János Herskó
- György Hoffmann (TV)
- István Homoki-Nagy
- Lili Horvát
- Ágnes Hranitzky (montažerka)
- Zoltán Huszárik

## I
- Jenő Illés

## J
- Miklós Jancsó (1921-2014)
- Marcell Jankovics (animator)
- Imre Jenei

## K
- Csaba Kael (1961-)
- László Kalmár
- Zoltán Kamondi (1960-2016)
- K. Karády
- Ferenc Kardos
- Zsolt Kézdi-Kovács
- Márton Keleti
- Péter Kerekes (Slovak madž. porekla)
- Dezsö Kertész
- Mihály Kertész (Michael Curtiz; madž.-amer.)
- Zsolt Kézdi-Kovács (1936-2014)
- Norbert Köbli (scenarist)
- Ágostón Kollány
- Lajos Koltai (1946) (direktor fotografije in režiser)
- Alexander (Sándor) Korda (pr.i. Sándor Laszlo Kellner) (madžarsko-angleški)
- Ferenc Kósa
- Gábor Kovács (producent)
- András Kovács (1925-2017)
- István Kovács (animator)
- (Milorad Krstić - animator srb. rodu)
- László (Leslie) Kovács (madž.-amer. film. snemalec)

## L
- Lajos Lázár
- Gergely Litkai (scenarist)
- László Lugossy
- Pál Lukács (Paul Lukas) ?

## M
- Gyula Maár (1934-2013)
- Gyula Macskássy (animator)
- Károly Makk (1925-2017)
- Félix Máriássy (1919-1975)
- Judit Máriássy (scenaristka)
- Emil Mártonffy
- Tibor Máthé (direktor fotografije)
- Dóra Maurer
- Márta Mészáros
- Károly Ujj Mészáros (1968-)
- Ernő Metzner (madž.-angl.-fr.-am. scenograf, režiser in slikar)
- Sándor Mihályfy
- Bence Miklauzic (1970-)
- Márton Miklauzic (direktor fotografije)
- Mihály Morell (1911-2013) (montažer)
- Kornél Mundruczó (1975-)

## N
- Károly Nádasdy
- Orsi Nagypal
- László Nemes (1977-)
- József Nepp (animator)
- Viktor Oszkar Nagy

## O
- Dénes Orosz (1977)
- István Orosz (animator)

## P
- József Pacskovsky
- George Pal (György Pál Marczincsak: madž.-ameriški animator, režiser in producent)
- György Pálfi (1974)
- Miklós M. Pásztory

## R
- Akós (von) Ráthony
- Géza Radványi/Grosschmidt (1907-1986)
- László Ranódy (1919-1983)
- Tamás Rényi
- György Révész (1927–2003)
- Ferenc Rófusz (animator)
- János Rózsa (1937-)
- Miklos (Nicholas) Rozsa (madž.-ameriški)
- Zsófia Ruttkay (scenaristka)

## S
- Pál Sándor (1939-)
- Sándor Sára (1933-2019) dir. fotografije
- Mihály Schwechtje
- Sándor Simó
- Tamás Somló (snemalec in režiser)
- Árpád Sopsits (1952-)
- Pater Sparrow (1978-)
- István Szabó (1938-)
- Hajdu Szabolcs
- Noémi Veronika Szakonyi
- János Szász (1958-)
- Péter Szász (1927–1983)
- Ferenc Szécsény (snemalec, režiser kratkometražnih filmov)
- István Székely (Steve Sekely) (madž.-amer.)
- Marianne Szemes
- Miklós Szinetár
- András Szitres
- György Szomjas
- Rezső Szöreny
- István Szőts

## T
- Kornél Tábori
- Gábor Takács
- Béla Tarr (1955-)
- Péter Tímár
- Ferenc Török
- Ivan Tors
- Endre Antal Mihály Tóth
- Géza M. Tóth
- Bernardett Tuza-Ritter

## U
- Ödön Uher

## V
- Judit Vass
- Ladislao Vajda (madž.-špan.)
- Zoltán Várkony
- János Veiczi (1924-87) (madž.-NDR)
- Marcell Vértes (animator-pionir)
- Roland Vranik

## X
- János Xantus

## Z
- Vilmos Zsigmond (madž.-ameriški film. snemalec)
- Béla Zsitkovszki